# Gerbépal
Gerbépal je francouzská obec v departementu Vosges, v regionu Grand Est.

## Znak a jméno
Znakem obce je převzatý erb rodu z Martimprey, kterému obec v minulosti patřila. Se znakem souvisí i jméno vesnice: je na něm snop obilí - gerbe de blé.

## Památky
- kostel sv. Jana Křtitele z konce 17. století

## Vývoj počtu obyvatel
Počet obyvatel

## Osobnosti obce
- Maurice Lemaire, politik